# 马扎拉-圣安德烈亚
马扎拉-圣安德烈亚（義大利語：Mazzarrà Sant'Andrea）是意大利西西里大区墨西拿廣域市的一个市镇。总面积6.6平方公里，人口1613人，人口密度244.4人/平方公里（2009年）。ISTAT代码为083046。